# خالاگ
خالاگ (به لاتین: Khalag) یک منطقهٔ مسکونی در روسیه است که در داغستان واقع شده‌است.